# Georg Voigt

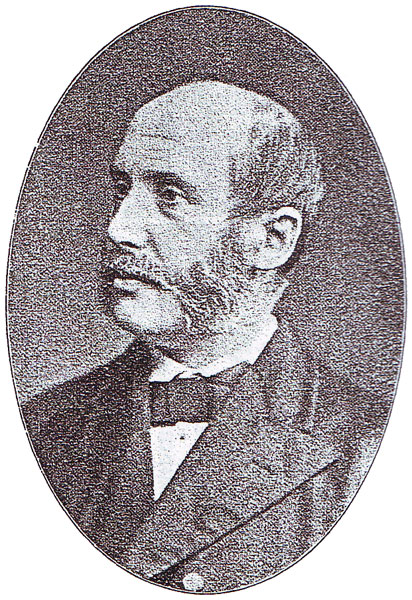
Georg Voigt (uit de deutscher Historiker

Georg Voigt (Königsberg, Oost-Pruisen, 1827 - Leipzig, 1891)  was een Duits historicus.  Hij was de zoon van de historicus Johannes Voigt. Voigt behoorde samen met Jacob Burckhardt tot de grondleggers van het moderne onderzoek naar de Italiaanse renaissance. 

## Belangrijkste werken
- Enea Silvio de'Piccolomini als Papst Pius II. und seine Zeit, 3 delen, Berlijn 1856-1863.
- Die Wiederbelebung des classischen Alterthums oder das erste Jahrhundert des Humanismus, 2 delen, 3 edities, Berlijn 1893 (Eerste uitgave in 1 deel te Berlijn in 1859).
- Moritz von Sachsen, Leipzig 1876.
- Die Geschichtsschreibung über den Schmalkaldischen Krieg, Leipzig 1873.